# كال ولز
كال ولز (بالإنجليزية: Cal Wells)‏ هو مالك فريق ناسكار ‏ أمريكي، ولد في 12 أكتوبر 1955 في بومونا في الولايات المتحدة.